# Едит Еванс
Едит Еванс (на английски: Edith Evans) е британска актриса. 

## Биография
Едит Мери Еванс е родена на 8 февруари 1888 година в Лондон, Великобритания. Тя е дъщеря на Едуард Еванс, младши държавен служител в Генералната поща, и съпругата му Каролайн Елън (родена Фостър). Тя има един брат, който почива на четири години. Тя е образована в Английското училище на църквата „Св. Михаил“ в Пимлико, преди да започне чирак на 15-годишна възраст през 1903 г., като мелничар.

### Кариера
Едит Еванс е най-известна с работата си на сцената, но също така се появява във филми в началото и към края на кариерата си. Между 1964 и 1968 г. тя е номинирана за три награди „Оскар“.
Сценичната и Евънс обхваща шестдесет години, през които тя играе повече от 100 роли, в класики от Шекспир, Конгрев, Оливър Голдсмит, Ричард Шеридан и Оскар Уайлд, както и в пиеси на съвременни писатели, включително Бърнард Шоу, Инид Багнолд, Кристофър Фрай и Ноел Кауърд. Тя създава роли в две от пиесите на Шоу: Оринтия в „Ябълковата количка“ (1929) и Епифания в „Милионерката“ (1940).
Евънс стана широко известен с това, че изобразява надменни аристократични жени, като в две от най-известните си роли лейди Бракнел във „Колко е важно да бъдем сериозни“ и Мис Уестърн във филма „Том Джоунс“ (1963). По време на нейното изпълнение като лейди Бракнел нейното предаване на репликата „Дамска чанта“ се превърна в синоним на пиесата на Оскар Уайлд. За разлика от това тя играе унила прислужница в „Късният Кристофър Бийн“ (1933), и обезумяла, обедняла възрастна жена в „Шепнещите“ (1967). Една от най-известните ѝ роли е на медицинската сестра в „Ромео и Жулиета“, която играе в четири продукции между 1926 и 1961.

### Смърт
Едит Еванс умира на 14 октомври 1976 г. на 88-годишна възраст в дома си в Килндаун, Кент. 

## Избрана филмография
| година | филм                       | оригинално заглавие | роля          | режисьор       |
| ------ | -------------------------- | ------------------- | ------------- | -------------- |
| 1959   | Историята на една монахиня | The Nun's Story     | майка Еманюел | Фред Зинеман   |
| 1959   | Обърни се с гняв назад     | Look Back in Anger  | Ма Танър      | Тони Ричардсън |
| 1963   | Том Джоунс                 | Tom Jones           | Мис Уестърн   | Тони Ричардсън |